# ブラウン対教育委員会裁判
ブラウン対トピカ教育委員会裁判（ブラウン たい トピカきょういくいいんかい さいばん、英語: Brown v. Board of Education of Topeka）は、アメリカ合衆国における人種分離政策について、1954年にアメリカ合衆国最高裁判所が行った裁判。ブラウン判決ともいう。
1954年5月17日に言い渡された判決は、アール・ウォーレン首席裁判官の法廷において満場一致（9-0）で決定された。黒人と白人の学生を分離した公立学校の設立を定めたカンザス州の州法は、黒人(及び有色人種)の子供の平等な教育の機会を否定していると宣言し、単刀直入に「人種分離した教育機関は本来不平等である」と述べた。
その結果、法律上の人種差別は、アメリカ合衆国憲法修正第14条（法の下における平等保護条項）に違反するとの判例が確立され、1896年のプレッシー対ファーガソン裁判における「分離すれど平等」という先例を覆した。この勝利は人種統合と公民権運動への道を開いた。

## 背景
1868年に、すべての者に対する「法律の平等な保護」を定めるアメリカ合衆国憲法修正14条が発効した後も、90年以上の長きにわたり人種差別は根強く残っていた。1896年のプレッシー対ファーガソン裁判において、合衆国最高裁判所が示した判断も、この状況を是認した。すなわち、分離した人種のための分離した施設が「平等」である限り、人種分離は修正第14条に違反しない、「分離すれども平等」という先例を立てていた。
原告は、全米黒人地位向上協会（NAACP）・トピカ支部の指導部によって募集されていた。指名された原告のオリヴァー・L・ブラウンは、父親であり、アッチソン・トピカ・アンド・サンタフェ鉄道の工場に勤める溶接工であり、地元の教会の牧師の助手であり、そしてアフリカ系アメリカ人であった。3年生のブラウンの娘のリンダは、家から1マイル離れた場所にある黒人学校のモンロー小学校へ通うためにスクールバスの停留所まで6ブロック歩き、そこからスクールバスに乗らなければならなかった。一方で白人学校のサムナー小学校は、家から徒歩でたったの7ブロックの距離にあった。
NAACPの指導部に指示され、新学期が始まる前の1951年秋、原告となった両親たちは子供を最も近い学校に登録することを試みた。すべての登録の試みは拒否され、分離された学校に振り分けられた。

## 地方裁判所
1951年、カンザス州トピカの教育委員会に対する集団訴訟が、合衆国のカンザス地方裁判所で行われた。原告は20人の子供を代表した13名のトピカの両親たちであった。
ブラウン側の原告は、この人種分離制度は、白人と黒人のアメリカ人両方に「分離しているが比較的平等な」扱いを提供していると仮装して、代わりに黒人に対して劣った宿泊設備、サービス、扱いを永続させたと主張した。訴訟は、その人種分離の方針を無効にするよう学区に求めた。分離された小学校はトピカ教育委員会が1879年のカンザスの法律の下で運営しており、15,000人以上の人口の12のコミュニティで、黒人と白人の学生を分離した小学校の施設の維持を地区に許可した。1941年以来、トピカの中学校は人種統合されていた。トピカ高等学校は19世紀後半に始まって人種統合されていた。学校を分離することを許可したカンザスの法律は、それを「高校以下のレベル」だけに限定していた。

### 判決
地方裁判所は、鉄道車両における黒人と白人の「分離すれど平等」な隔離施設を求めた州法を支持した、合衆国最高裁判所のプレッシー対ファーガソンの判例を参照にして、教育委員会を支持した。3名の地方裁判所の判事は、公的教育における人種分離は黒人の子供たちに有害な影響を持っていると認めたが、トピカの黒人学校と白人学校は、校舎、輸送、カリキュラム、そして教師の教育資格において実質的に平等であることを理由に救援を否定した。
地方裁判所の判決のすぐ後、トピカの選挙結果と政治情勢は変化した。トピカ教育委員会は1953年8月に2つの学区を統合して、トピカの小学校での人種分離の撤廃を開始した。1956年1月にはすべてのトピカの小学校が近所の保護観察センターに変えられた。
モンロー小学校は1992年10月26日に国立公園局の合衆国国定史跡ユニットに指定された。

## 最高裁判所
最高裁での裁判は、ブラウン裁判の他、4つの同様の訴訟と統合されて争われた。ブリッグス対エリオット裁判（サウスカロライナ州）、デーヴィス対プリンスエドワード郡学校委員会裁判（バージニア州）、ゲッブハート対ベルトン裁判（デラウェア州）、ボリング対シャープ裁判（ワシントン特別区）は、すべてNAACPが資金を提供した訴訟であった。
これら合計して5つの異なった訴訟は全体でおよそ200人の原告となり、リンダ・ブラウンはその象徴的な子供となった。
1954年の最高裁の判決は、明確に公立学校での人種隔離を有効にした、1899年のカミング対リッチモンド郡教育委員会の判決を覆した。ブラウン判決はしかし、アメリカの公立学校での即座の差別廃止をもたらさず、ましてや他の公共施設での差別廃止の命令もなかった。これらは1964年公民権法の可決まで達成されなかったが、しかしそれでもブラウン判決は公民権運動の巨大な前進であった。
翌年の1955年には、より完全な「ブラウン2判決」と呼ばれる判決が出るに至ったが、1970年代のニクソン政権の時代まで、南部ではほとんどの公立学校は人種分離されたまま残った。

## 判決の余波
すべての者がブラウン判決を受け入れたわけではない。バージニア州では、ハリー・F・バード上院議員が、人種統合をするよりむしろ学校を閉鎖しようとするマッシヴ・レジスタンス運動を組織した。南部州出身の議員たちは、人種統合は受け入れがたいものであるとする南部宣言（サザン・マニフェスト）に署名し、ブラウン判決に対する含みをもたらした。
1957年、アーカンソー州知事のオーヴァル・フォーバスは、リトルロックの高等学校に入学をしようとする9名の黒人学生を妨害するために州兵を召集した。ドワイト・D・アイゼンハワー大統領はこれに反応し、ケンタッキーのフォート・キャンベルからアーカンソーまで、第101空挺師団を派遣し、入学する黒人学生をエスコートさせた。（リトルロック高校事件）
1963年、アラバマ州知事のジョージ・ウォレスは、アラバマ大学への2人の黒人学生の登録を防ぐため、校舎の扉の前に立ちはだかって通行を妨害し、悪名をあげた。
判決が出たころ、マッカーシズムのあおりを受けハリウッドで失職に追い込まれたデイヴィッド・I・アーキンという人物がいた。アーキンは判決に感銘を受け、人種差別に異を唱える詞を書き、作曲家のアール・ロビンソンがメロディをつけた。二人が書いた「ブラック・アンド・ホワイト」は1956年にピート・シーガーによって歌われた。その後、1972年にスリー・ドッグ・ナイトがカバーしたバージョンは米国、カナダ、ニュージーランドなどでチャートの1位を記録するなど大ヒットとなった。

## 政策への影響
1954年の連邦最高裁のこの判決によって少なくとも法律上の差別（de jure segregation）は解消された。しかし、1966年に連邦教育局が公表したコールマン報告では教育の機会均等をめぐる人種差別の問題が依然として残っている実態が指摘され、公立学校での事実上の差別、教育施設や教職員の資質面での若干の差異、標準テストでの中間得点の格差などの問題が、生徒の家庭的背景や近隣社会の経済的・文化的環境の相違に要因があると結論づけた。連邦政府はこれらの事実上の差別（de facto segregation）に対処するため、白人と黒人の学校のペア方式、学区再編、統合学区制、自発的な転学奨励計画、通学時のバス輸送、学校統合等を推進した。